# Заболоцкий, Сергей Иванович
Сергей Иванович Заболоцкий (род. 17 февраля 1983, Светлогорск, Гомельская область) — белорусский футболист, нападающий.

## Биография
Воспитанник светлогорского футбола, занимался с 10-летнего возраста. Взрослую карьеру начал в 17-летнем возрасте в местном «Химике», игравшем в первой лиге. В ходе сезона 2000 года перешёл в «Гомель», но в первое время играл только за дубль во второй лиге и в первенстве дублёров, а часть сезона 2001 года провёл в первой лиге за гомельский «ЗЛиН». В 2003 году выступал в первой лиге за «Ведрич» (Речица).
В 2004—2005 годах играл за основной состав «Гомеля», провёл 20 матчей и забил 3 гола в высшей лиге. Финалист Кубка Беларуси 2003/04. Сыграл один матч в отборочном раунде Лиги чемпионов.
После ухода из «Гомеля» снова играл за светлогорский «Химик». В сезоне 2007 года с 14 голами занял второе место в споре бомбардиров первой лиги, в 2008 году с 15 голами снова был вторым, а также завоевал серебряные награды первенства (второе место в том сезоне не давало право на выход в высшую лигу). В 2009 году перешёл в «ДСК-Гомель», где провёл три сезона и дважды подряд становился бронзовым призёром первой лиги (2009, 2010). Среди бомбардиров первой лиги в 2009 году стал четвёртым (11 голов). Со своим клубом вышел в полуфинал Кубка страны 2009/10 и стал лучшим бомбардиром турнира (6 голов). В 2012 году играл в первой лиге за «Слуцк», а в 2013 году был внесён в заявку клуба второй лиги «Гомельжелдортранс», но ещё до старта сезона покинул команду.
В 2013—2016 годах играл на любительском уровне в России за одного из лидеров чемпионата Брянской области «Заря» (Стародуб). Серебряный призёр и лучший бомбардир (34 гола) чемпионата области 2013 года. В 2015 году во второй раз стал лучшим снайпером областного чемпионата, забив рекордные 41 мячей. В 2016 году стал автором 30 голов, а также забил единственный гол в победном матче Суперкубка области.
В 2017 году присоединился к дебютанту второй лиги Беларуси «Спутник» (Речица) и провёл в клубе два сезона до конца профессиональной карьеры. Лучший бомбардир клуба и шестой бомбардир лиги в сезоне 2017 года (16 голов), бронзовый призёр второй лиги 2018 года.
Всего в высшей лиге Беларуси сыграл 20 матчей и забил 3 гола. В первой лиге — не менее 79 голов.
Окончил факультет физвоспитания ГГУ им. Ф. Скорины и Белорусский торгово-экономический университет потребкооперации по специальности «экономист-менеджер».
После окончания спортивной карьеры работал в нефтяной отрасли. Продолжал играть в любительских соревнованиях по футболу и мини-футболу.

## Достижения
- Финалист Кубка Беларуси: 2003/04
- Серебряный призёр первой лиги Беларуси: 2008
- Бронзовый призёр первой лиги Беларуси: 2009, 2010

## Личная жизнь
Женат, есть сын.